# میویل (نیوجرسی)
میویل (به انگلیسی: Mayville) یک منطقهٔ مسکونی در ایالات متحده آمریکا است که در میدل، نیوجرسی واقع شده‌است. میویل ۶ متر بالاتر از سطح دریا واقع شده‌است.